# Alfonso Borra
Alfonso Borra (Olgiate Olona, 17 aprile 1920 – La Spezia, 11 maggio 1998) è stato un calciatore e allenatore di calcio italiano, di ruolo centrocampista.

## Biografia e Carriera
Alfonso Borra, figlio di Ernesto e Antonia Colombo, è il quarto di sette figli (i fratelli Ernesto e Mario furono anch'essi calciatori di rilievo). Nacque a Olgiate Olona, presso la corte della famiglia Borra ubicata in Vicolo Paolo Parini, dove risiedette fino al matrimonio.
Borra ha militato nella Pro Patria, con cui ha guadagnato la promozione in Serie B nel 1941. Dopo 28 presenze e 8 reti. Nel 1941-42 è passato allo Spezia per giocare 2 stagioni in serie B per poi ritornare alla Pro Patria nel 1945.
Nel 1944-45 ha disputato con il Legnano il Torneo Benefico Lombardo.
Con la squadra di Busto Arsizio ha esordito in Serie A il 14 settembre 1947 in casa del Bologna (2-2). In totale ha disputato 122 partite in Serie A con la maglia della Pro Patria, realizzando anche 14 gol, di cui 8 nella stagione 1949-1950, risultando capocannoniere della propria squadra insieme a Umberto Guarnieri.
Nel 1951 è passato al Brescia (Serie B) per poi trasferirsi nel 1953 al Palazzolo (IV serie), dove chiuse la carriera nel 1955.
In carriera ha totalizzato, oltre alle 122 presenze e 14 reti in Serie A, anche 121 presenze e 5 reti in Serie B.
Ha allenato in seguito Ternana (nelle prime sei giornate del campionato 1961-1962), Derthona e Sestri Levante, subentrando a Giobatta Odone nel campionato di Serie D 1961-1962.
Si è spento a La Spezia, dove si era stabilito con la famiglia, all'età di 78 anni.

## Palmarès

### Giocatore

#### Competizioni nazionali
- Serie B: 1

Pro Patria: 1946-1947
- Serie C: 1

Pro Patria: 1940-1941